# Литреев, Александр Владимирович
Алекса́ндр Влади́мирович Литре́ев (род. 11 апреля 1996, Санкт-Петербург) — российский и эстонский политический деятель, специалист по информационной безопасности, программист, предприниматель. Известен как создатель правозащитного проекта «Красная Кнопка» и общественного проекта «Русский Слон». Ранее руководил компании Vee Security, предоставляющей одноимённый VPN-сервис. С 2020 года участвует в разработке блокчейн-проекта Sentinel dVPN, задачей которого является децентрализация VPN-сервисов. В 2021 году основал и возглавил компанию SOLAR Labs, разрабатывающую первый в мире децентрализованный VPN-сервис на базе Sentinel dVPN.

## Биография
Родился 11 апреля 1996 г. в городе Сосновый Бор Ленинградской области.
Окончив школу поступил в Санкт-Петербургский государственный университет телекоммуникаций имени профессора М. А. Бонч-Бруевича, который позднее окончил в 2017. Параллельно с СПбГУТ, обучался в Университете Прикладных Наук Кюменлааксо в Финляндии.
Незадолго до окончания учёбы, в апреле 2017 года запустил собственный правозащитный проект «Красная Кнопка», который позволял оповещать правозащитников о незаконном задержании оппозиционеров на митингах.
Летом этого же года публично заявил в своём Telegram-канале о наличии уязвимости в механизме блокировки интернет-ресурсов по требованию Роскомнадзора, повлёкшей за собой сбои в работе российского сегмента сети Интернет. Позднее, Роскомнадзор обратился в МВД с требованием привлечь Литреева к уголовной ответственности за «организацию ложных блокировок».
В ноябре 2017 года возглавил Либертарианскую Партию России в Санкт-Петербурге, войдя в руководящий комитет регионального отделения и став его секретарём.
В 2018 году Литреев основал в Эстонии компанию Vee Security, которая впоследствии запустила ряд продуктов, предназначенных для защиты данных и борьбы с интернет-цензурой.
Осенью 2019 года Литреев запустил сервис для деанонимизации сотрудников правоохранительных органов «Русский Слон».
В феврале 2020 года был задержан сотрудниками полиции и Росгвардии в Екатеринбурге по подозрению в хранении наркотических веществ. В рамках обыска при задержании наркотиков обнаружено не было, однако позднее, в рамках личного досмотра в отделе полиции уже после задержания Литреева были изъяты две таблетки МДМА, после чего он был помещён под стражу в СИЗО-1 Екатеринбурга, где ему было предъявлено обвинение по части 1 статьи 228 УК РФ. Арест вызвал широкий общественный резонанс — многие проводили параллели между преследованием Литреева и сфабрикованным уголовным делом против журналиста Ивана Голунова. Российский оппозиционный политик и основатель Фонда борьбы с коррупцией Алексей Навальный назвал задержание Литреева спланированным и подготовленным заранее. 17 марта 2020 года Ленинский Районный Суд Екатеринбурга изменил меру пресечения Литрееву на домашний арест, а ещё через один месяц — освободил.
Несмотря на предъявленное обвинение, Литреев так и не был осужден — находясь под подпиской о невыезде он покинул Россию при содействии дипломатической миссии Эстонии, после чего заявил о том, что дело против него «сфабриковано», а его уголовное преследование курирует Главное управление по противодействию экстремизму МВД России, следившее за Литреевым в течение двух лет. Отъезд Литреева спровоцировал международный дипломатический скандал, в результате которого посол Эстонии Маргус Лайдре был вызван в МИД России для дачи объяснений.
В апреле 2021 года основал компанию SOLAR Labs, где руководит разработкой децентрализованного VPN-сервиса на базе технологии блокчейна. Проект вызвал широкий общественный резонанс и негативный отклик со стороны российских властей, так как разрабатываемая SOLAR Labs технология способна противодействовать государственным блокировкам интернет-ресурсов более эффективно, нежели традиционные VPN-сервисы. Некоторые российские государственные издания назвали новую компанию Литреева угрозой правопорядку, а также высказали предположение, что новый бизнес может финансировать Фонд Борьбы с Коррупцией Алексея Навального.
В феврале 2022 года, с началом вооруженного вторжения России на территорию Украины  осудил действия российских властей, а также начал оказывать поддержку Вооруженным Силам Украины жертвуя снаряжение, дизельные генераторы, автомобили и снаряды. В январе 2023 года Литреев опубликовал фотографию снаряда калибра 155 мм. с надписью «Привет от Литреева» на корпусе.
По сообщениям некоторых СМИ — получил гражданство Украины. Сам Литреев это никак не комментирует.
Женат.
В настоящее время проживает в Эстонской Республике.